# Nebukadnessar I
Nebukadnessar I var kung av Babylonien 1119–1098 f.Kr. (enligt andra källor 1125–1103 f.Kr.). Han var den fjärde konungen i Isin-dynastin och härskade enligt den babyloniska kungalistan i 22 år. Han var den mest framstående av de babyloniska Isinkungarna
Nebukadnessar är mest känd för att han ledde ett fälttåg mot Elamiterna som hotat Babylonien, och intog Elams huvudstad Susa. Segern blev slutet på Elams dominans i området. Han förde även krig mot Assyrien som han förgäves försökte kuva.

## Kampanjer
Nebukadnessar efterträdde sin far Ninurta-nādin-šumi och kom sedan själv att efterträdas av sin son Enlil-nādin-apli, sin bror Marduk-nādin-aḫḫē och slutligen sin brorson Marduk-šāpik-zēri.

### Krig mot Elam
Hur länge kriget mot Elam pågick eller hur många kampanjer som Nebukadnessar utförde emot dem är okänt. Dock är det sannolikt att det rörde sig om ett utdraget krig med flera olika strategiska anfall. Enligt senare skrifter skall en av Nebukadnessars invasioner av Elam ha stoppats av en pest som bröt ut i hans armé. Nebukadnessar själv omkom nästan när armén snabbt flydde hemåt. En räd som återberättas i en Kudduru från Nebukadnessars egen tid berättar om en lyckad kampanj utförd från Der där Nebukadnessar lyckades överrumpla elamiterna under de varmaste sommarmånaderna. I Denna kampanj skall han  ha haft med sig den Kassitiske stamhövdingen Šitti-Marduk. Värmen under sommarkampanjen beskrivs som följande:
"Yxorna i händerna brann som eldar och vägstenarna brände som eld. Det fanns inget vatten i brunnarna och inget att dricka. De starkaste hästarnas styrka mattades av och till och med den starkaste krigaren blev svag i benen."
Enligt Kuddurun skall Nebukadnessar ha besegrat elamiternas konung Ḫulteludiš-Inšušinak vid Ulayaflodens strand och dammet från slaget skall ha förmörkat himmelen. I varken denna Kuddurun eller senare versioner av den nämns att Susa plundrats. Dock berättar en annan Kudduru om hur Nebukadnessar plundrade Susa och hämtade hem Mardukstatyn och en staty av gudinnan Il-āliya. Det är oklart om detta skedde i samband med sommarkampanjen eller i samband med en annan kampanj. Plundringen av Susa innebar dock slutet för Elam som en maktfaktor för en tid framöver.

### Andra krig
Nebukadnessar skall ha fört krig mot den samtida assyriske konungen Aššur-rēša-iši I. Kriget mot Assyrien verkar ha bestått av två kampanjer mot gränsfästningarna Zanqi och Idi som Nebukadnessar skall ha anfallit trots ett icke-aggressionsavtal mellan Assyrien och Babylonien. Den första kampanjen avbröts när Aššur-rēša-iši I anlände till belägringen med sin armé vilket fick befälhavaren Nabû-kudurrī-uṣur att bränna sina belägrings maskiner och fly. Den andra kampanjen skall ha slutat i ett slag som var en Assyrisk seger. Assyrierna skall då ha "slaktat hans trupper och burit iväg hans läger". Assyrierna skall även ha tillfångatagit den babyloniska befälhavaren Karaštu.
Utöver krig mot Elam och Assyrien skall Nebukadnessar I ha erövrat "amoriternas land", Han hade även epitetet "plundrare av kassiterna", detta trots att han verkar ha haft kassitiska allierade. Nebukadnessar skall även ha besegrat lullubierna i strid.